# Chris Puckett
Christopher C. Puckett, detto Chris (Wheat Ridge, 11 giugno 1970), è un ex sciatore alpino statunitense.

## Biografia
Puckett, originario di Crested Butte, è fratello di Casey e padre di Cole e Cooper, a loro volta sciatori alpini. Debuttò in campo internazionale ai Mondiali juniores di Bad Kleinkirchheim 1986; ai XVI Giochi olimpici invernali di Albertville 1992, sua unica presenza olimpica, non completò lo slalom gigante. Esordì ai Campionati mondiali a Morioka 1993, dove si classificò 30º nello slalom gigante e 25º nello slalom speciale; nello stesso anno, il 21 marzo, ottenne a Kvitfjell in supergigante il primo piazzamento di rilievo in Coppa del Mondo (46º).
Ai Mondiali di Sierra Nevada 1996, sua ultima presenza iridata, non completò né lo slalom gigante né lo slalom speciale; in quella stessa stagione 1995-1996 in Nor-Am Cup si aggiudicò la classifica generale. Ottenne il miglior piazzamento in Coppa del Mondo il 4 dicembre 1999 a Lake Louise in discesa libera (19º); nel 2001 conquistò l'ultima vittoria in Nor-Am Cup (nonché ultimo podio), il 10 febbraio a Snowbasin in discesa libera, e prese per l'ultima volta il via in Coppa del Mondo, il 4 marzo a Kvitfjell in supergigante senza completare la prova. Si ritirò durante la stagione 2002-2003 e la sua ultima gara fu uno slalom gigante FIS disputato il 16 febbraio a Vail.

## Palmarès

### Coppa del Mondo
- Miglior piazzamento in classifica generale: 99º nel 2000

### Nor-Am Cup
- Vincitore della Nor-Am Cup nel 1996[2]
- Vincitore della classifica di supergigante nel 1997 e nel 1998[2]
- Vincitore della classifica di slalom gigante nel 1996[2]
- 17 podi (dati dalla stagione 1994-1995):
  - 11 vittorie
  - 3 secondi posti
  - 3 terzi posti

#### Nor-Am Cup - vittorie
| Data             | Località          | Paese       | Specialità |
| ---------------- | ----------------- | ----------- | ---------- |
| 8 marzo 1995     | Aspen             | Stati Uniti | SG         |
| 11 dicembre 1995 | Stratton Mountain | Stati Uniti | GS         |
| 12 dicembre 1995 | Stratton Mountain | Stati Uniti | GS         |
| 11 marzo 1996    | Mont-Sainte-Marie | Canada      | GS         |
| 5 dicembre 1996  | Lake Louise       | Canada      | DH         |
| 7 dicembre 1996  | Lake Louise       | Canada      | SG         |
| 7 dicembre 1996  | Lake Louise       | Canada      | SG         |
| 23 febbraio 1998 | Sugarloaf         | Stati Uniti | SG         |
| 28 marzo 1998    | Sun Peaks         | Canada      | SG         |
| 28 marzo 1998    | Sun Peaks         | Canada      | SG         |
| 10 febbraio 2001 | Snowbasin         | Stati Uniti | DH         |

Legenda:

DH = discesa libera

SG = supergigante

GS = slalom gigante

### South American Cup
- 1 podio (dati dalla stagione 1994-1995):
  - 1 vittoria

#### South American Cup - vittorie
| Data           | Località    | Paese | Specialità |
| -------------- | ----------- | ----- | ---------- |
| 23 agosto 1997 | El Colorado | Cile  | SG         |

Legenda:

SG = supergigante

### Australia New Zealand Cup
- 1 podio (dati dalla stagione 1994-1995):
  - 1 vittoria

#### Australia New Zealand Cup - vittorie
| Data             | Località   | Paese         | Specialità |
| ---------------- | ---------- | ------------- | ---------- |
| 3 settembre 1996 | Mount Hutt | Nuova Zelanda | SL         |

Legenda:

SL = slalom speciale

### Campionati statunitensi
- 10 medaglie (dati parziali fino alla stagione 1994-1995):
  - 5 ori (combinata[3] nel 1993; combinata[3] nel 1996; slalom speciale, combinata[3] nel 1997; discesa libera nel 2000)
  - 3 argenti (discesa libera, slalom gigante nel 1996; supergigante nel 1997)
  - 2 bronzi (discesa libera, slalom gigante nel 1997)